# Rue Grôlée
Pour les articles homonymes, voir Grôlée.
La rue Grôlée est une voie publique du 2e arrondissement de la ville de Lyon, dans le département du Rhône, en France.

## Description
La rue Grôlée est une voie publique lyonnaise traversant le quartier du même nom, le quartier Grôlée, dans le 2e arrondissement. Orientée du nord au sud, elle débute place des Cordeliers et se termine rue Childebert.
Outre ses rues tenantes et aboutissantes, elle est rejointe ou traversée respectivement, d'ouest en est, par les voies suivantes :
- rue Tupin
- rue Saint-Bonaventure
- rue Ferrandière
- rue du Président-Carnot
- rue Thomassin
- rue Jussieu
- rue Jacques-Stella

Ce site est desservi par la station de métro Cordeliers.

## Historique
La voie existait déjà au Moyen Âge et portait le nom de rue de la Blancherie, le quartier étant alors un quartier de tanneurs.
La rue est baptisée du nom de la famille Grôlée, propriétaire du quartier à partir du XIIIe siècle.
Sur un terrain attenant à la rue Grôlée et le rue de l'Hôpital, la compagnie des archers lyonnais à la Renaissance disposait de son terrain d'entraînement. Elle déménage en 1513 sur une butte leur appartenant dénommée le « tènement des Auges », placée entre la rue des Augustins et la place Sathonay.
La rue prend sa configuration actuelle lors du percement de la rue du Président-Carnot dans les années 1890. Elle est alors redressée et élargie,,.

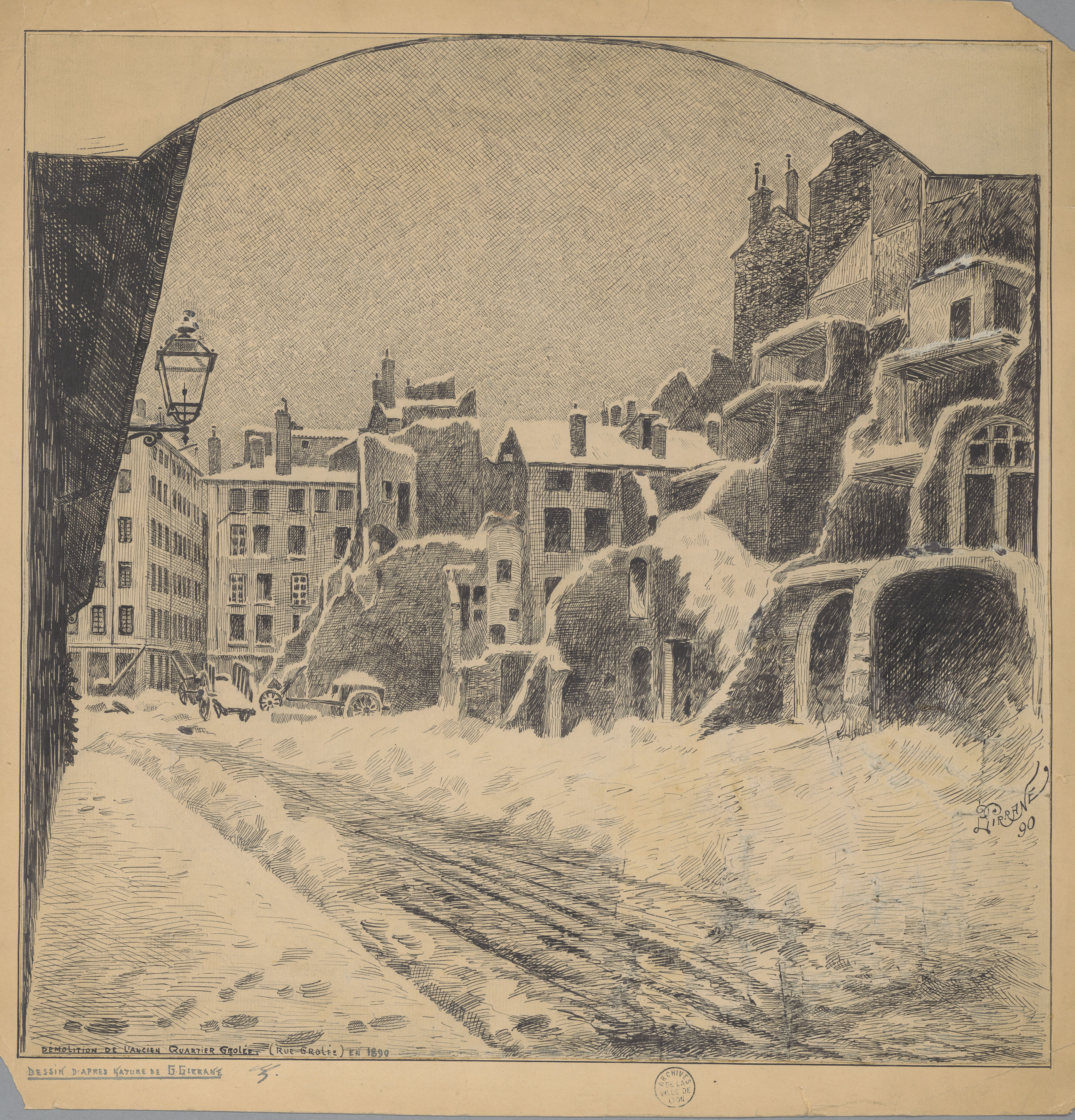
Démolition de l'ancien quartier Grôlée en 1890 par Girrane

## Sites particuliers
- CNP Odéon, ancien cinéma